# Idioma abaza
El idioma Abaza (абаза бызшва, abaza byzšwa ; Adyghe) es un idioma del noroeste del Cáucaso hablado por Abasios en Rusia y muchas de las comunidades exiliadas en Turquía. De hecho, el idioma ha pasado por varias ortografías diferentes basadas principalmente en letras árabes, romanas y cirílicas. Su relación de consonante a vocal es notablemente alta; haciéndolo bastante similar a muchos otros idiomas de la misma cadena principal. El lenguaje evolucionó durante su popularidad a mediados y finales de 1800 y, finalmente, comenzó a difundirse. Está muy relacionado con el idioma abjasio, hablado en la región vecina, Abjasia.
Es una lengua perteneciente a la rama septentrional de la familia caucásica. Posee alrededor de 35 000 hablantes en la República Autónoma de Karacháyevo-Cherkesia, en el Cáucaso ruso, donde es escrito con alfabeto cirílico, así como otros 10,000 en Turquía, donde se usa la escritura latina. Consiste en dos dialectos, el dialecto Ashkherewa y el dialecto T'ap'anta, que es el estándar literario. El idioma también consta de cinco sub dialectos conocidos como Psyzh-Krasnovostok, Abazakt, Apsua, Kubin-Elburgan y Kuvin.

## Descripción
Se trata de un idioma muy parecido al abjasio (que se habla en la cercana Abjasia). Algunos opinan que se trata de una variedad del abjasio. Se escribe con caracteres cirílicos, aunque antes de 1930 lo hacía con caracteres latinos.
El Abaza, como sus parientes en la familia de las lenguas del noroeste del Cáucaso, es un idioma altamente aglutinante. Por ejemplo, el verbo en la frase "´Él no podía hacer que se lo devuelven a ella" contiene cuatro argumentos (un término usado en gramática valencia): él, ellos, que, con ella. El Abaza marca los argumentos morfológicamente e incorpora los cuatro argumentos como prefijos pronominales en el verbo. Contiene dos dialectos de acuerdo con los distritos familiares de Tapanta y Shkaraua. Los subdialectos incluyen Abazakt, Apsua, Kubin-Elburgan, Kuvin y Psyzh-Krasnovostok.
Tiene un gran inventario consonántico (63 fonemas) junto con un mínimo de vocales (dos vocales). Está muy relacionado con el abjasio, pero conserva algunos de los fonemas que Abjasia carece, como una fricativa faríngea sonora. WS Allen, Brian O'Herin y John Colarusso han trabajado en idioma abaza. 

## Historia
El idioma abaza se ha extinguido lentamente. Diferentes formas de aniquilación cultural contribuyeron a su caída, en áreas de Rusia, y con el tiempo a su peligro general. El idioma se puede dividir en 5 dialectos diferentes y tiene varios enfoques gramaticales únicos para los idiomas. El idioma estuvo en su apogeo a mediados y finales de 1800.
Los hablantes de abaza a lo largo de los ríos Laba, Urup y Zelenchuk Mayor y Menor provienen de una ola de migrantes en los siglos XVII al XVIII que representan a los hablantes de Abaza de hoy. El final de la Gran Guerra del Cáucaso en 1864 proporcionó a Rusia el poder y el control de las regiones locales y contribuyó a la disminución de la popularidad de los idiomas locales preexistentes antes de la guerra.

## Distribución geográfica
El abaza se habla en Rusia y Turquía. Aunque está en peligro, todavía se habla en varias regiones de Rusia. Estos incluyen Kara-Pago, Kubina, Psikh, El'burgan, Inzhich-Chukun, Koi-dan, Abaza-Khabl ', Malo-Abazinka, Tapanta, Krasnovostochni, Novokuvinski, Starokuvinski, Abazakt y Ap-sua.

## Ortografía
Desde 1938, el idioma abaza ha sido escrito con la versión del alfabeto cirílico mostrado a continuación.
| А а [a]       | Б б /b/     | В в /v/      | Г г /ɡ/       | Гв гв /ɡʷ/    | Гъ гъ /ʁ/     | Гъв гъв /ʁʷ/   | Гъь гъь /ʁʲ/  |
| Гь гь /ɡʲ/    | ГӀ гӀ /ʕ/   | ГӀв гӀв /ʕʷ/ | Д д /d/       | Дж дж /d͡ʒ/    | Джв джв /d͡ʒʷ/ | Джь джь /d͡ʑ/   | Дз дз /d͡z/    |
| Е е [e]       | Ё ё [jo]    | Ж ж /ʒ/      | Жв жв /ʒʷ/    | Жь жь /ʑ/     | З з /z/       | И и [i]        | Й й /j/       |
| К к /k/       | Кв кв /kʷ/  | Къ къ /qʼ/   | Къв къв /qʷʼ/ | Къь къь /qʲʼ/ | Кь кь /kʲ/    | КӀ кӀ /kʼ/     | КӀв кӀв /kʷʼ/ |
| КӀь кӀь /kʲʼ/ | Л л /l/     | Ль ль /ɮ/    | ЛӀ лӀ /ɬʼ/    | М м /m/       | Н н /n/       | О о [o]        | П п /p/       |
| ПӀ пӀ /pʼ/    | Р р /r/     | С с /s/      | Т т /t/       | Тл тл /ɬ/     | Тш тш /t͡ʃ/    | ТӀ тӀ /tʼ/     | У у /w/, [u]  |
| Ф ф /f/       | ФӀ фӀ /fʼ/  | Х х /χ/      | Хв хв /χʷ/    | Хъ хъ /q/     | Хъв хъв /qʷ/  | Хь хь /χʲ/     | ХӀ хӀ /ħ/     |
| ХӀв хӀв /ħʷ/  | Ц ц /t͡s/    | ЦӀ цӀ /t͡sʼ/  | Ч ч /t͡ɕ/      | Чв чв /t͡ʃʷ/   | ЧӀ чӀ /t͡ɕʼ/   | ЧӀв чӀв /t͡ʃʷʼ/ | Ш ш /ʃ/       |
| Шв шв /ʃʷ/    | ШӀ шӀ /t͡ʃʼ/ | Щ щ /ɕ/      | Ъ ъ /ʔ/       | Ы ы [ə]       | Э э [e]       | Ю ю [ju]       | Я я [ja]      |